# موتا بالوفی
موتا بالوفی (به ایتالیایی: Motta Baluffi) یک کومونه در ایتالیا است که در استان کریمونا واقع شده‌است.

## خصوصیات
موتا بالوفی ۱۶٫۷ کیلومترمربع مساحت و ۹۶۲ نفر جمعیت دارد.